# Spilosoma rhodophila
Spilosoma rhodophila är en fjärilsart som beskrevs av Walker 1864. Spilosoma rhodophila ingår i släktet Spilosoma och familjen björnspinnare. Inga underarter finns listade i Catalogue of Life.